# Grande felino

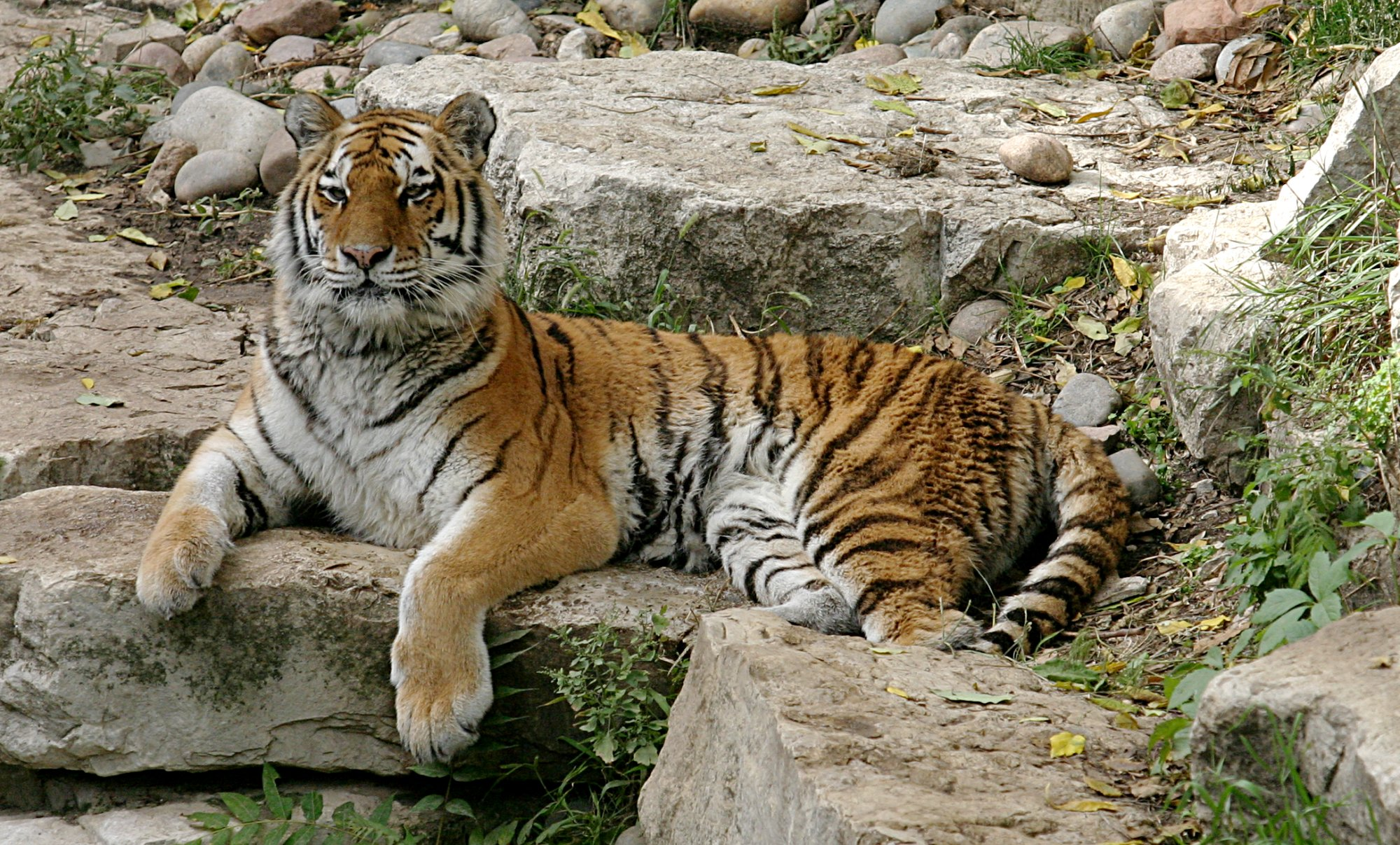
Tigre-siberiano, a maior espécie viva de felino na atualidade.

O termo grandes gatos ou grandes felinos é usado tipicamente para se referir aos 7 membros dos gêneros Panthera e Neofelis, conhecidos como tigre, leão, onça-pintada, leopardo, leopardo das neves, leopardo-nebuloso, leopardo-nebuloso-de-bornéu, assim como outros gatos de outros gêneros: guepardo, puma, caracal, serval, e todas espécies de lince, apesar de que essas espécies adicionadas junto com o leopardo das neves e os Neofelis não sejam capazes de rugir. Outros animais que também podem ser considerados grandes gatos apesar de não serem felinos são as hienas sendo elas parte da subordem Feliformia.
Apesar das enormes diferenças de tamanho, várias espécies de gatos são bastante semelhantes em estrutura e comportamento, com exceção do guepardo, que se destaca significativamente dos outros gatos grandes e pequenos. Todos os gatos são carnívoros e alguns são predadores eficientes do ápice. Suas áreas nativas incluem as Américas, África e Ásia.

## Rugido
A capacidade de rugir vem de uma laringe alongada e especialmente adaptada e de um aparelho hióide.  A laringe está presa ao osso hióide que está pendurado em uma sequência de ossos. Essa seqüência de ossos dos quais o hióide se pendura são timpanóides, estilóides, epiíais e cerato-hais; estes estão localizados na mandíbula e no crânio. Na laringe, existem pregas vocais que produzem a estrutura necessária para esticar o ligamento a um comprimento que crie o efeito rugido. Este tecido é feito de colágeno espesso e fibra elástica que se torna mais densa à medida que se aproxima do revestimento da mucosa epitelial. Quando essa grande almofada se dobra, ela cria uma frequência natural baixa, fazendo com que as paredes da cartilagem da laringe vibrem. Quando começa a vibrar, o som passa de uma resistência do ar alta para baixa, o que faz o rugido.
A laringe do leão é mais longa, dando-lhe o rugido mais robusto. O rugido em boas condições pode ser ouvido a 8 ou até 10 km de distância. Todos os cinco membros existentes do gênero Panthera contêm este hióide alongado, mas devido às diferenças na laringe, o leopardo da neve não pode rugir. Ao contrário dos gatos que rugem em sua família, o leopardo das neves se distingue pela falta de uma grande almofada de tecido fibroelástico que permite uma grande prega vocal.

## Ameaças
As principais ameaças aos grandes felinos variam conforme a localização geográfica, mas principalmente são a destruição do habitat e a caça furtiva. Na África, muitos felinos grandes são caçados por pastores ou oficiais do governo de 'controle de animais problemáticos'. Existem certas áreas protegidas que abrigam populações grandes e excepcionalmente visíveis de leopardos, leões e chitas africanos, como Chobe do Botswana, Masai Mara do Quênia e Serengeti da Tanzânia. Em vez disso, é fora dessas áreas de conservação onde a caça representa a ameaça dominante para grandes carnívoros.
Nos Estados Unidos, 19 estados proibiram a posse de grandes felinos e outros animais exóticos perigosos como animais de estimação, e o Captive Wildlife Safety Act proíbe a venda interestadual e o transporte desses animais. A Lei de Segurança da Vida Selvagem em Cativeiro (CWSA) inicial foi sancionada em 19 de dezembro de 2003. Para resolver os problemas associados ao aumento do comércio de certas espécies de felinos, os regulamentos da CWSA foram fortalecidos por uma lei aprovada em 17 de setembro de 2007. As espécies de felinos abrangidas por esses regulamentos são o leão, o tigre, o leopardo, o leopardo das neves, o leopardo-nebuloso, o guepardo, o jaguar, a puma e qualquer híbrido dessas espécies (ligre, tigreão, etc.) A propriedade privada não é proibida, mas a lei torna ilegal o transporte, venda ou compra de tais animais no comércio interestadual ou estrangeiro. Embora essas regulamentações pareçam fornecer uma estrutura legal forte para controlar o comércio de grandes felinos, organizações internacionais como o World Wildlife Fund (WWF) encorajaram os EUA a fortalecer ainda mais essas leis. O WWF está preocupado com o fato de que as deficiências nas regulamentações existentes nos Estados Unidos possam estar ajudando involuntariamente a alimentar o mercado negro de peças de tigre.

## Conservação
Um santuário animal oferece um refúgio para os animais viverem suas vidas naturais em um ambiente protegido. Normalmente, esses santuários de animais são as organizações que fornecem um lar para grandes felinos cujos donos particulares não podem ou não querem mais cuidar de seus felinos. No entanto, o uso da palavra santuário no nome de uma organização por si só não garante que ela seja um verdadeiro santuário animal no sentido de um refúgio. Para ser aceito pelo Serviço de Pesca e Vida Selvagem dos Estados Unidos (FWS) como um santuário de animais genuíno e ser elegível para uma isenção da proibição de movimento interestadual de grandes felinos sob a Lei de Segurança da Vida Selvagem em Cativeiro (CWSA), as organizações devem atender aos seguintes critérios:
- Deve ser uma entidade sem fins lucrativos isenta de impostos de acordo com a seção 501 (a) do Código da Receita Federal
- Não pode se envolver no comércio comercial de espécies de felinos, incluindo seus filhotes, peças e produtos feitos a partir deles
- Não pode criar gatos grandes
- Não é permitido o contato direto entre grandes felinos e o público em suas instalações
- Deve manter registros de transações envolvendo gatos cobertos
- Deve permitir que o serviço inspecione suas instalações, registros e animais em horários razoáveis

## Espécies
- Família Felidae
  - Subfamília: † Machairodontinae

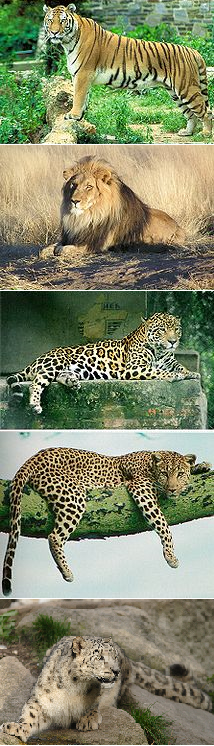
As espécies do gênero Panthera, o tigre, o leão, a onça-pintada, o leopardo, e o leopardo das neves.

    - Genêros: Dinofelis, Metailurus, Machairodus, Homotherium, Xenosmilus, Smilodon, Megantereon, Paramachairodus

  - Subfamília: Pantherinae
  - Genêro: Panthera
    - Tigre, Panthera tigris
    - Leão, Panthera leo
    - Onça-pintada, Panthera onca
    - Leopardo, Panthera pardus
    - Leopardo das neves, Panthera uncia

  - Genêro: Neofelis
    - Leopardo nebuloso, Neofelis nebulosa
    - Leopardo nebuloso de bórneu, Neofelis diardi

  - Subfamília: Felinae
  - Genêro Acinonyx
    - Guepardo, Acinonyx jubatus

  - Genus Puma
    - Puma Puma concolor

  - Genêro Caracal
    - Caracal, Caracal caracal

  - Gênero Leptailurus
    - Serval, Leptailurus serval

  - Gênero Lince
    - Lince-euroasiático, Lynx lynx
    - Lince-ibérico, Lynx pardinus
    - Lince-do-canadá, Lynx canadensis
    - Lince-pardo, Lynx rufus
- Família Hiena
  - Gênero Crocuta
    - Hiena-malhada, Crocuta crocuta

  - Gênero Hyaena
    - Hiena-castanha, Hyaena brunnea
    - Hiena-riscada, Hyaena hyaena

  - Gênero Proteles
    - Lobo-da-terra, Proteles cristatus

## Galeria

### Espécies

Tigre
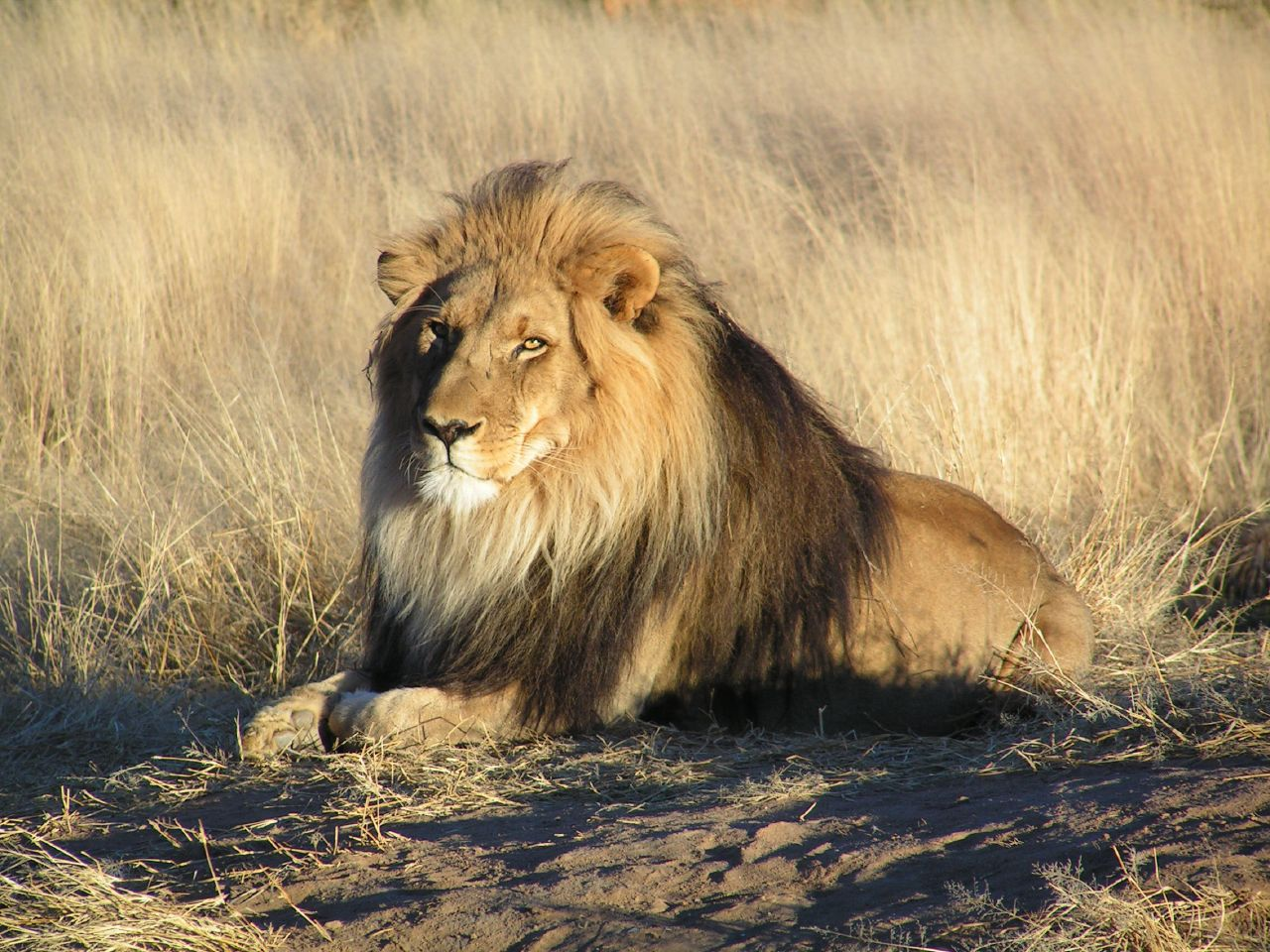
Leão
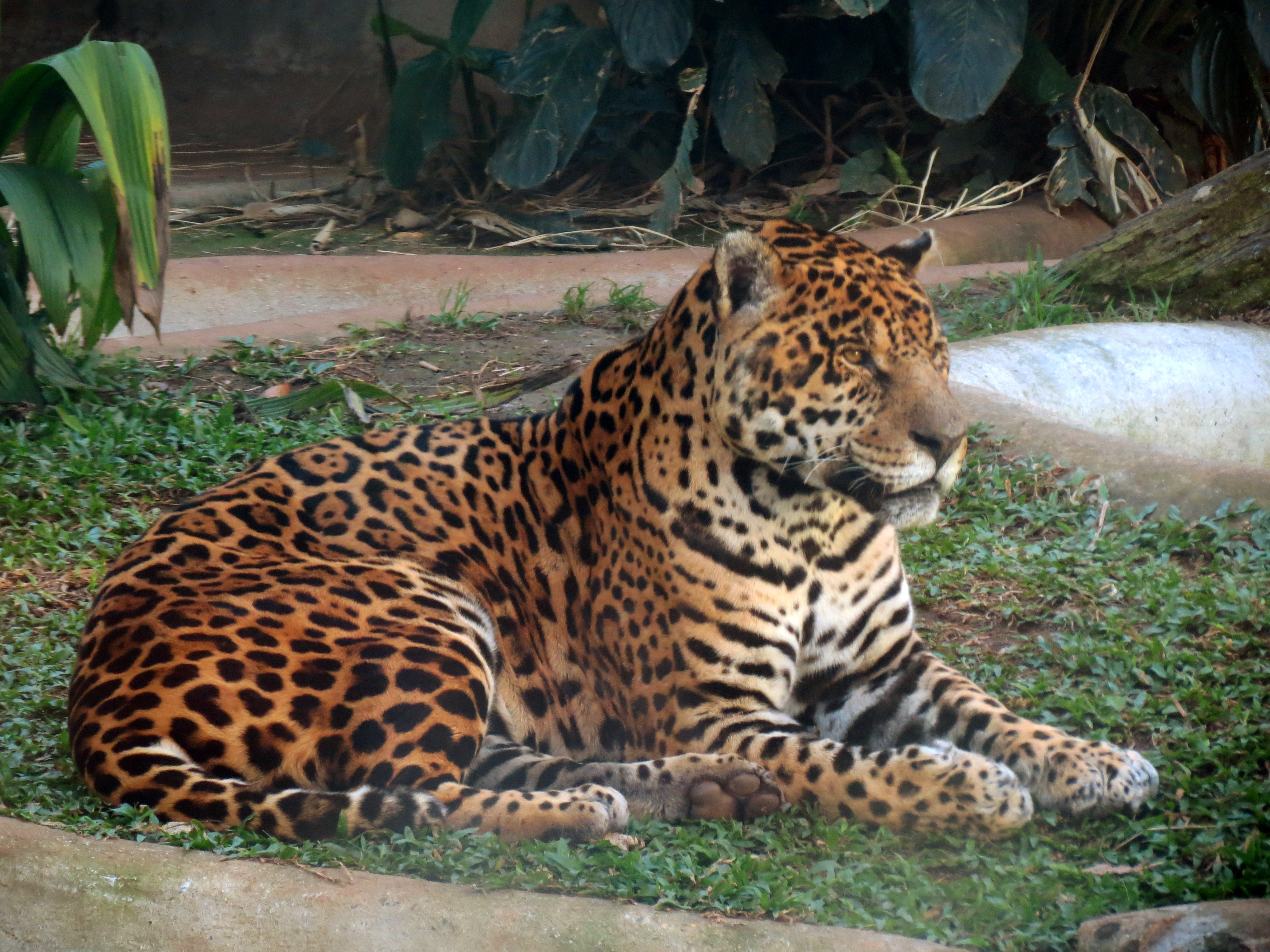
Onça-pintada
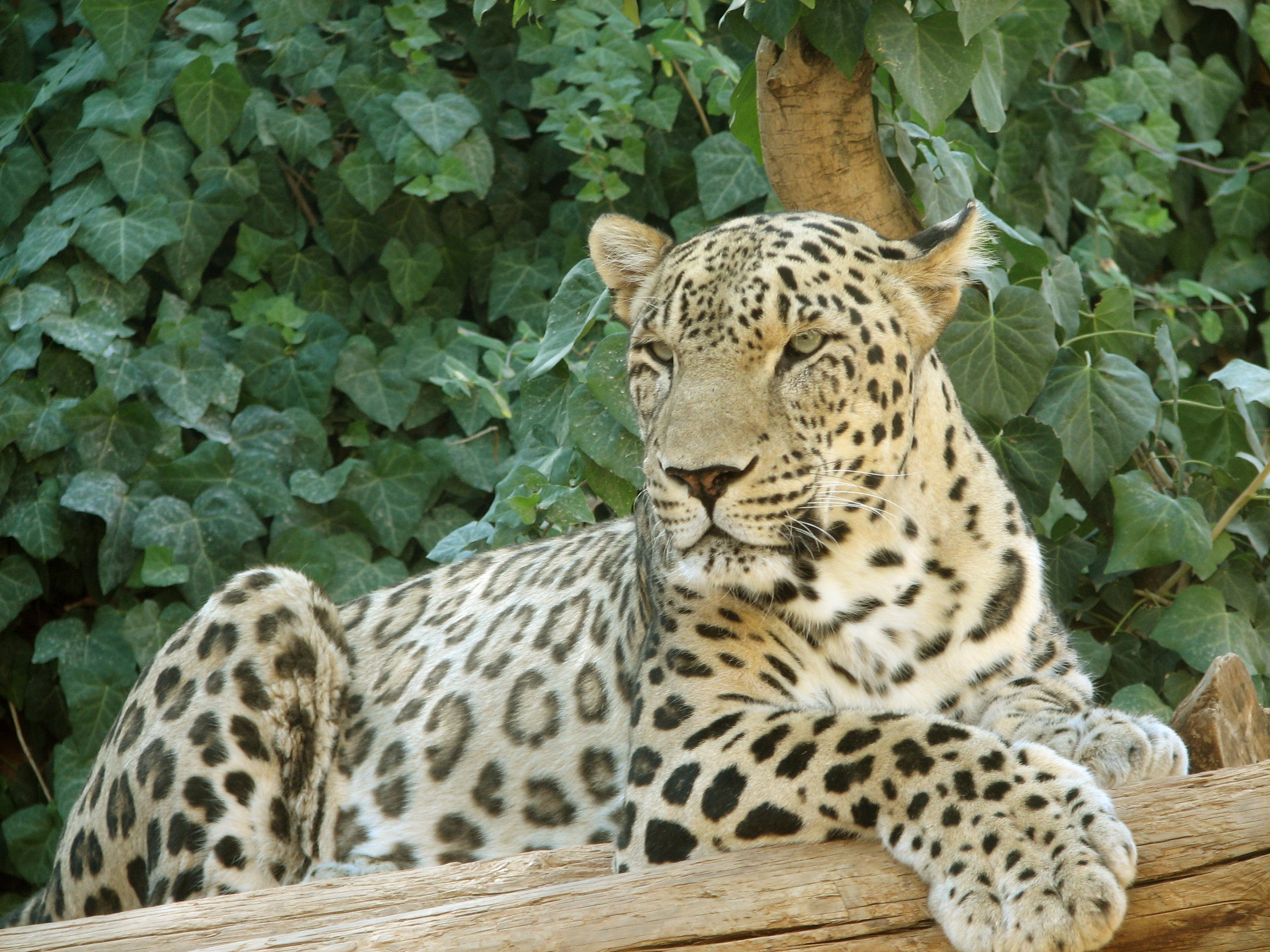
Leopardo
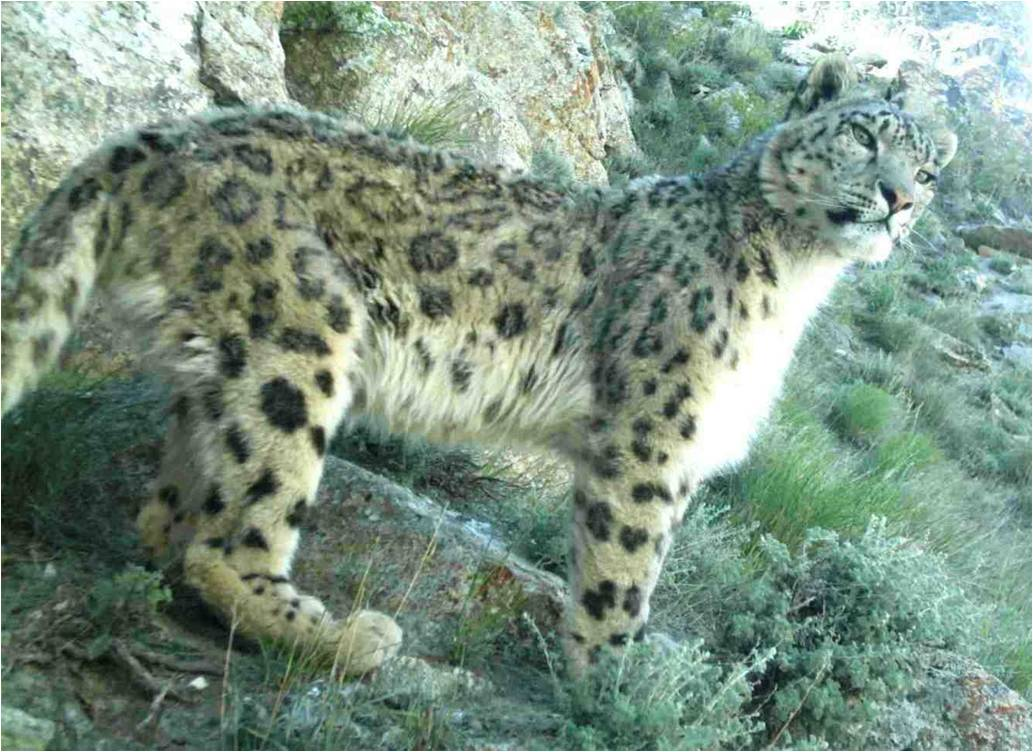
Leopardo das neves
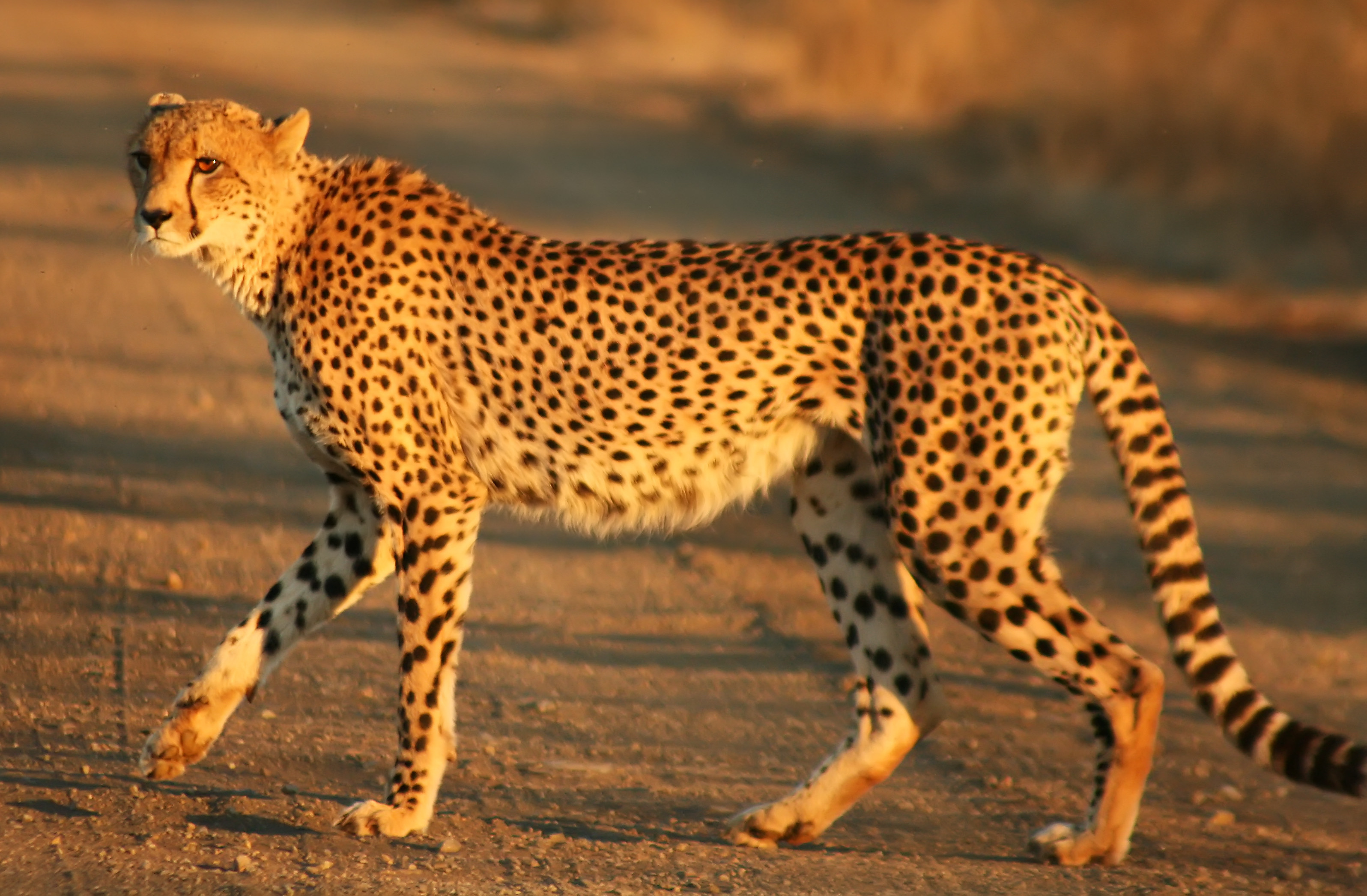
Guepardo
Onça-parda
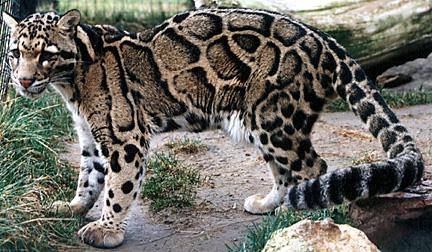
Leopardo-nebuloso
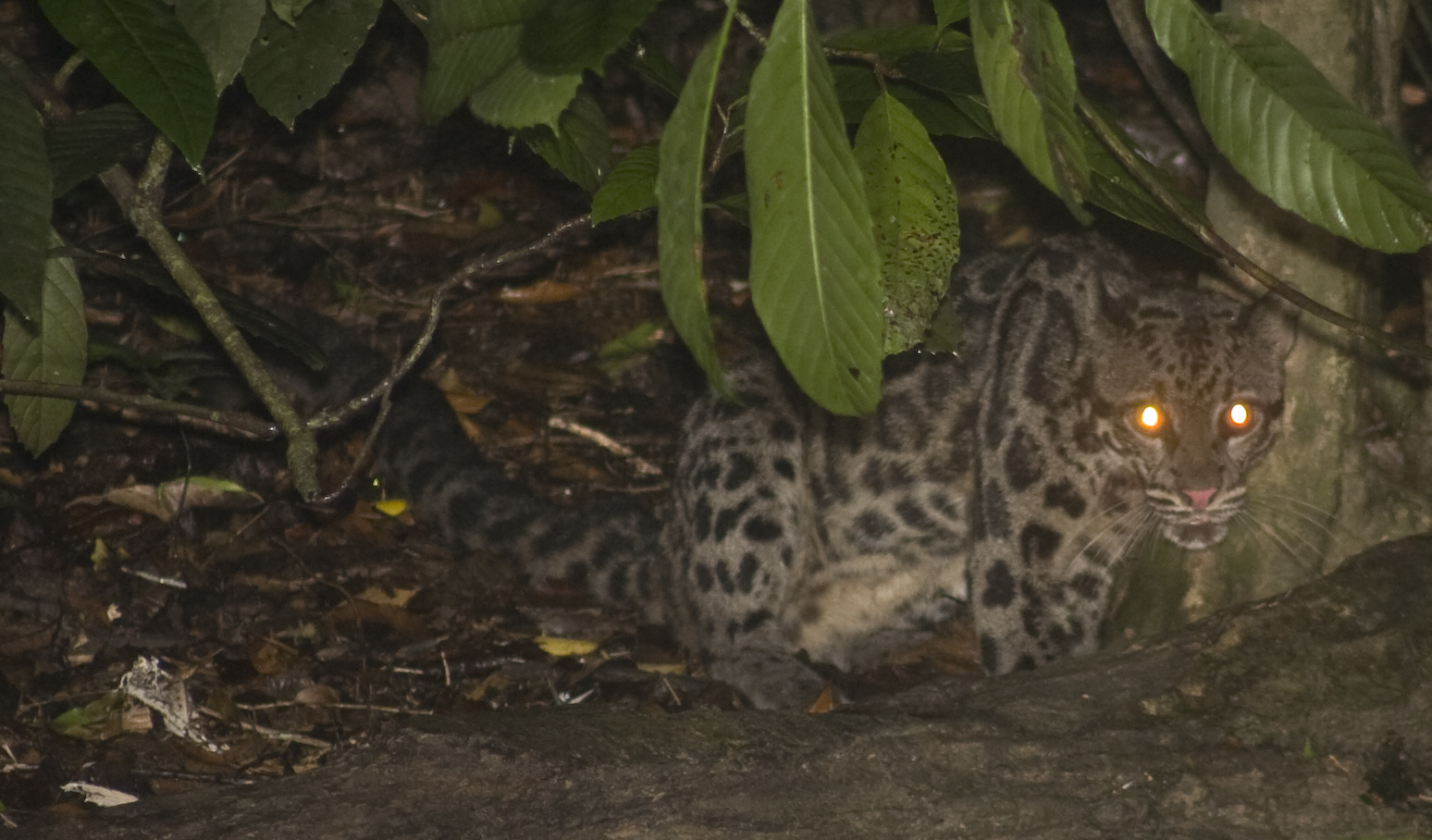
Pantera-nebulosa-de-bornéu
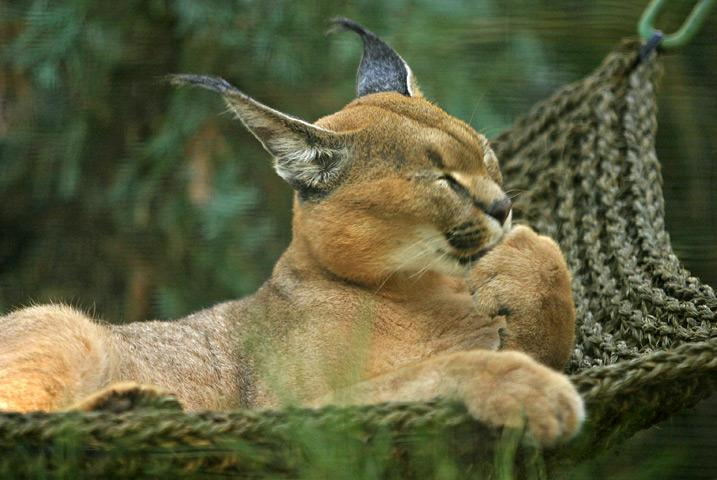
Caracal
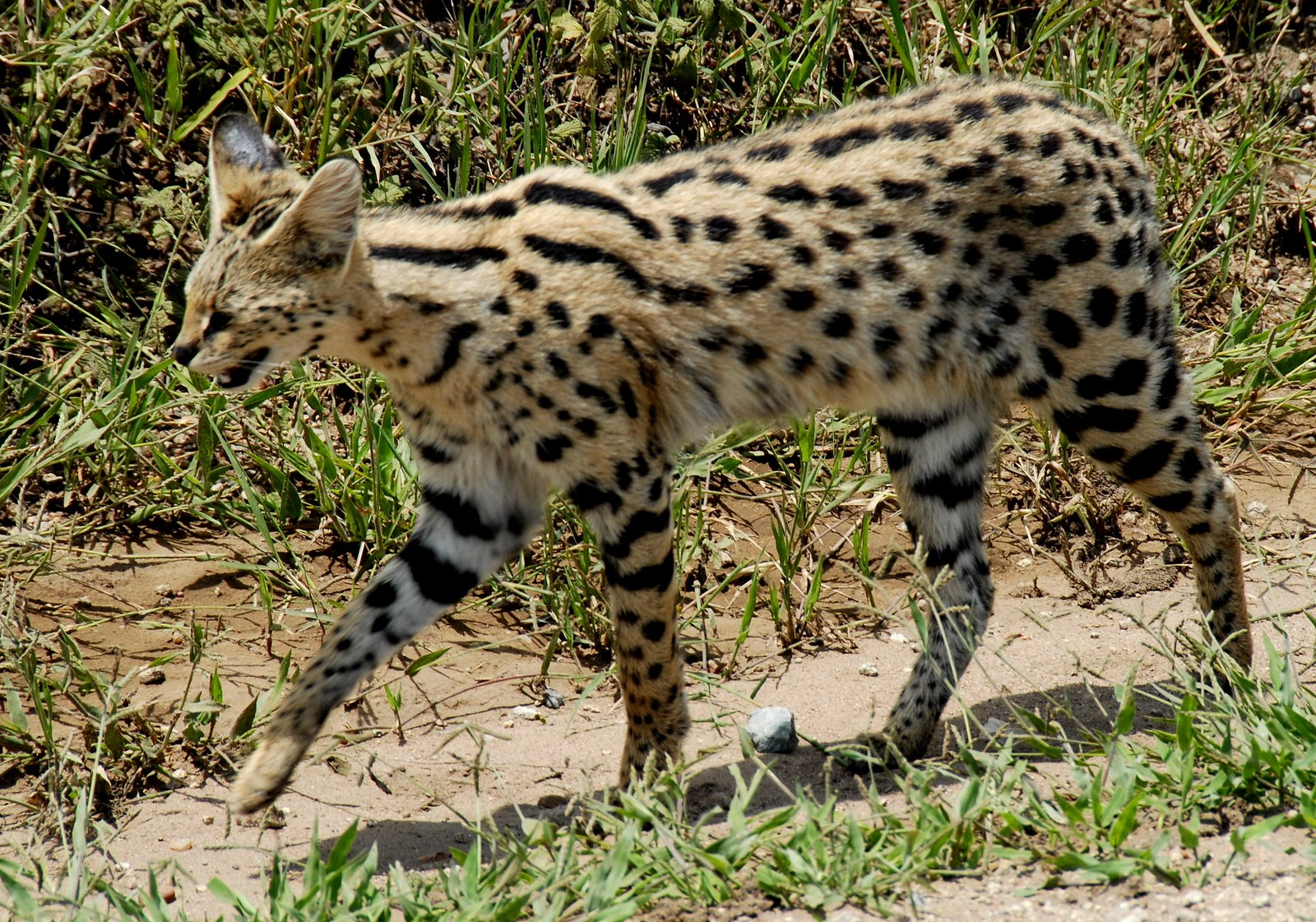
Serval
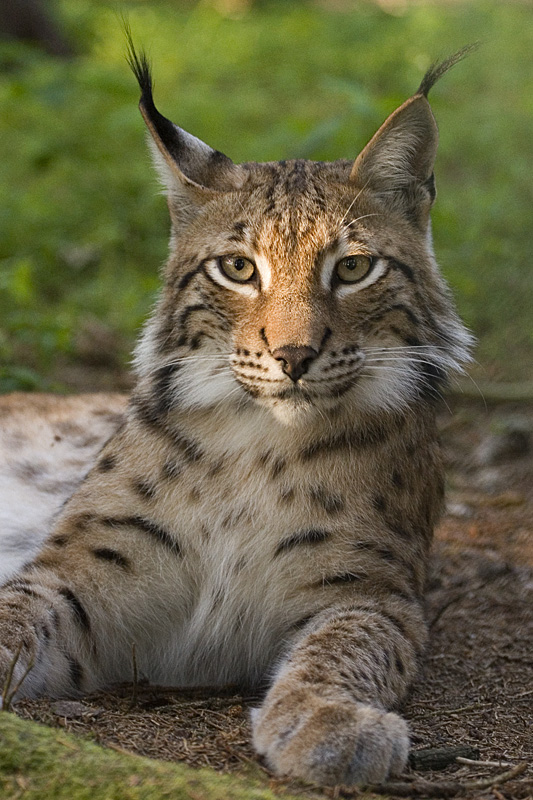
Lince-euroasiático
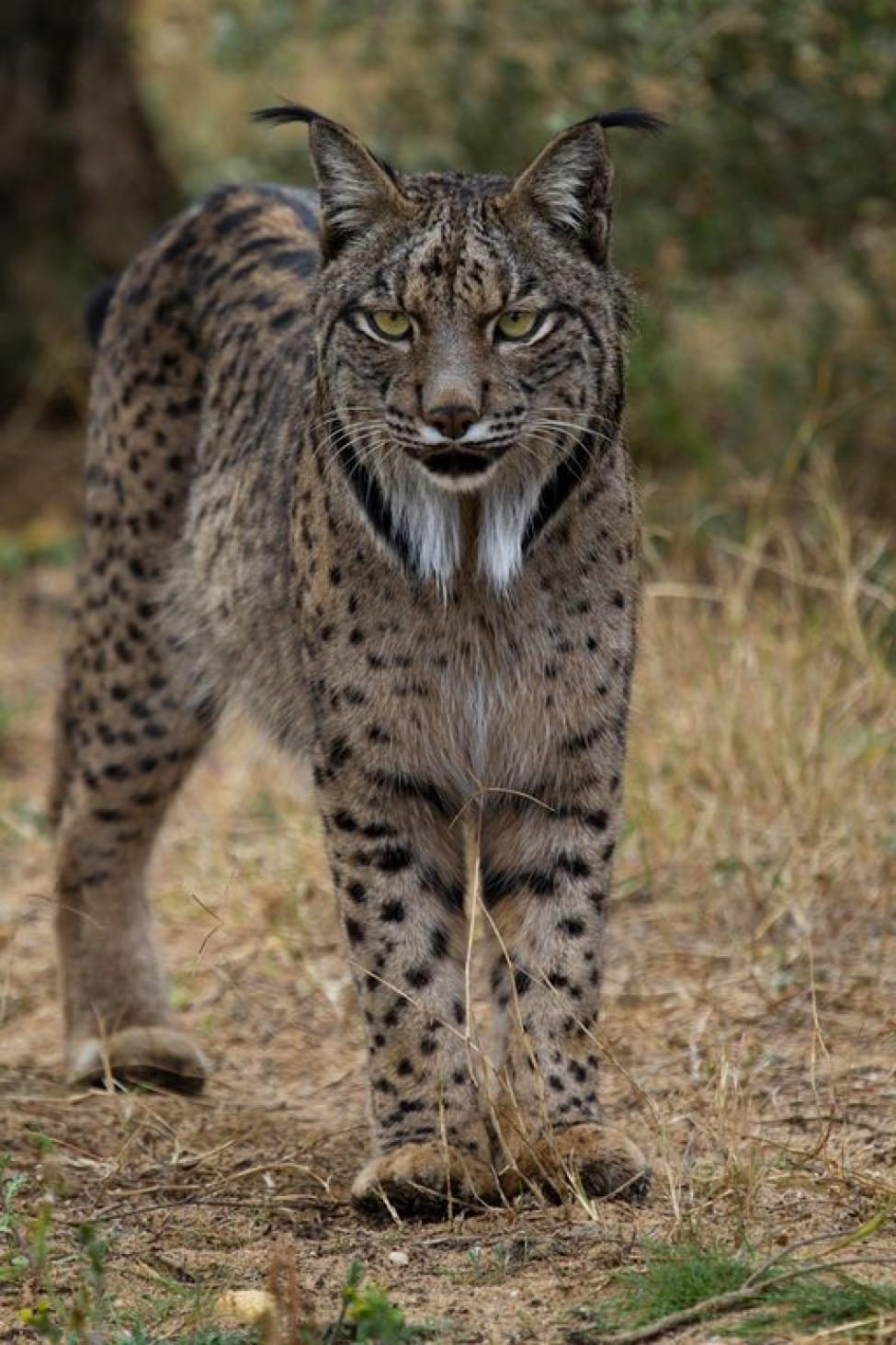
Lince-ibérico
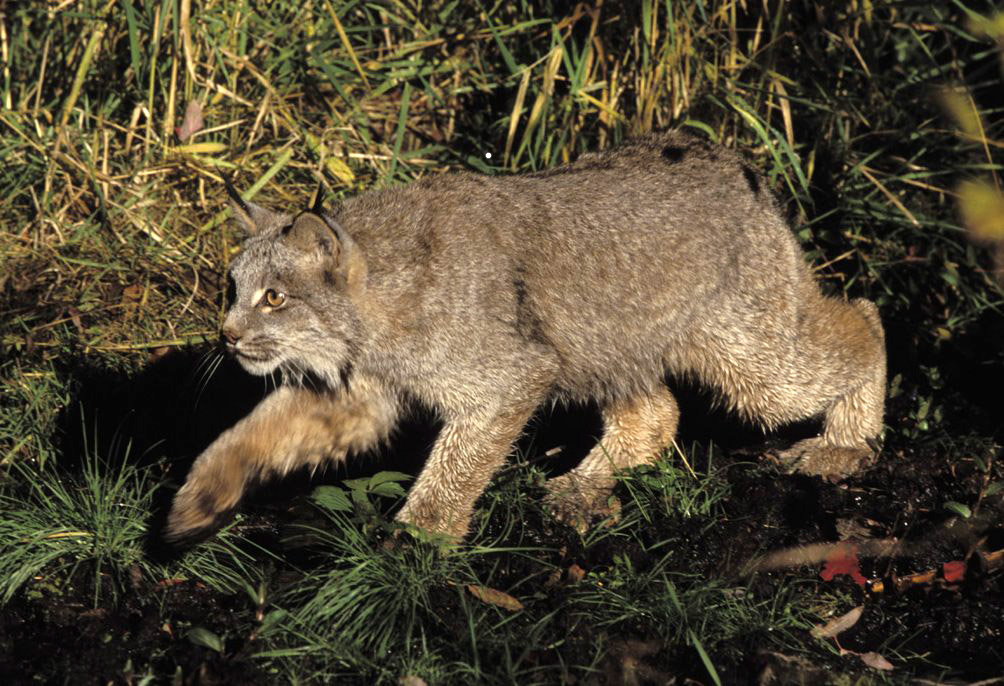
Lince-do-canadá
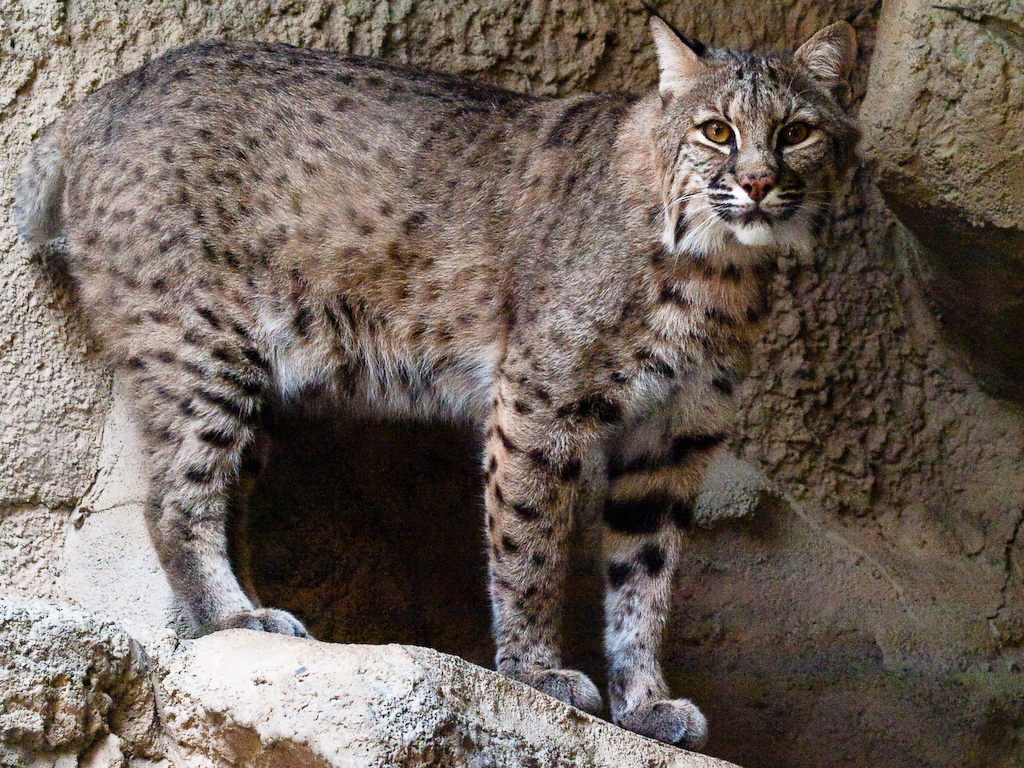
Lince-pardo
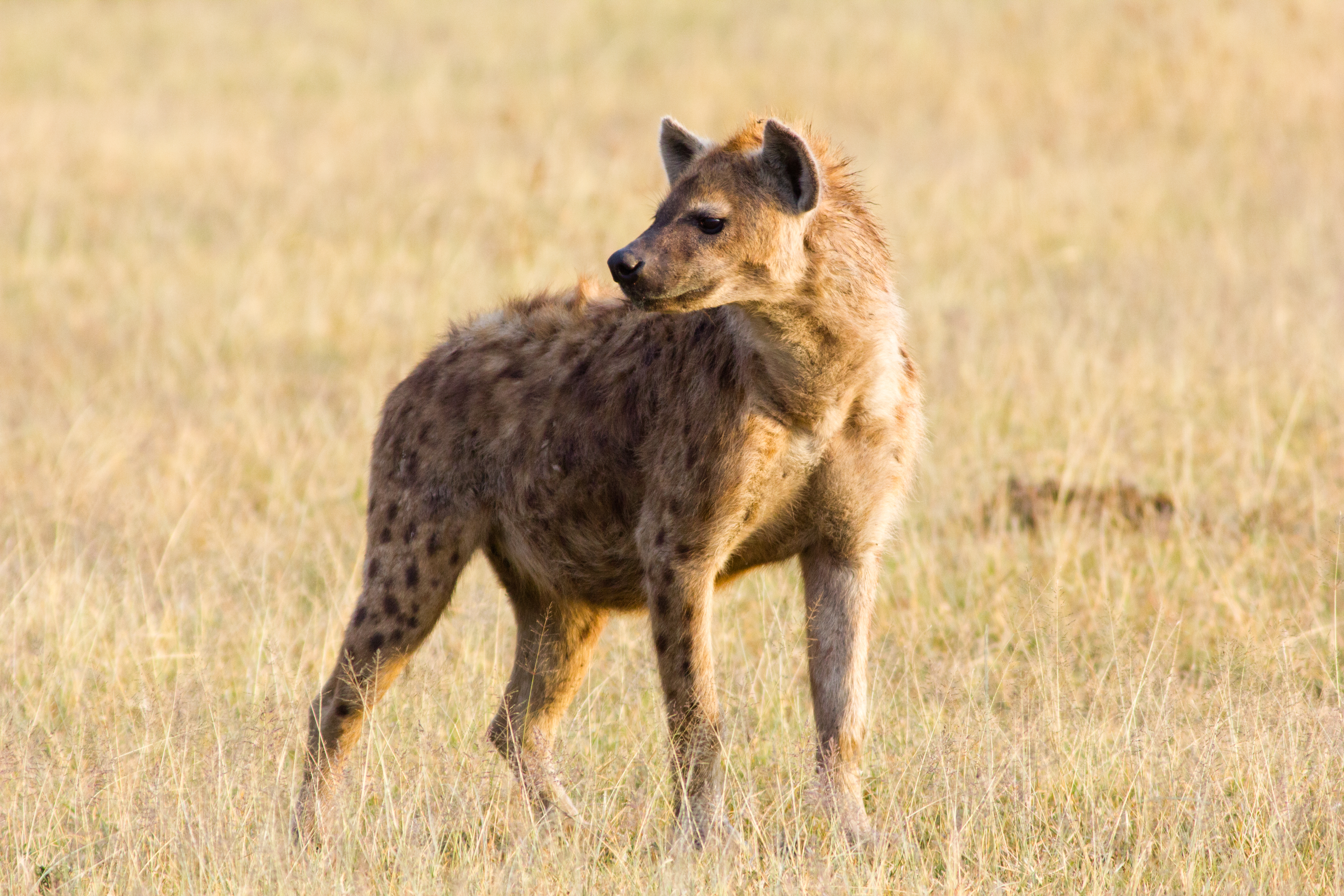
Hiena-malhada
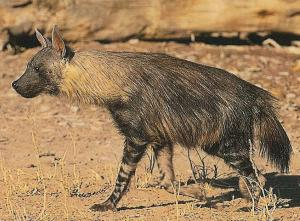
Hiena-castanha
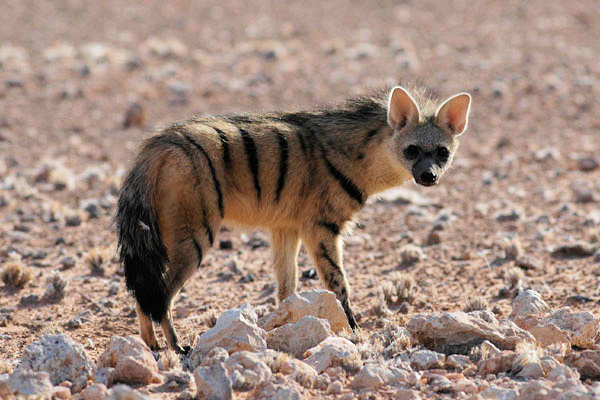
Lobo-da-terra
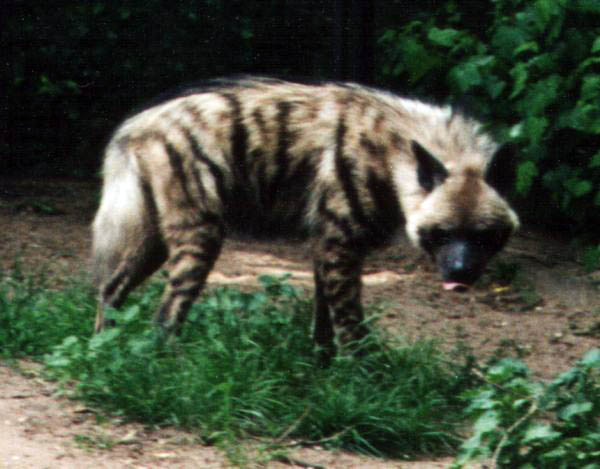
Hiena-riscada

### Híbridos

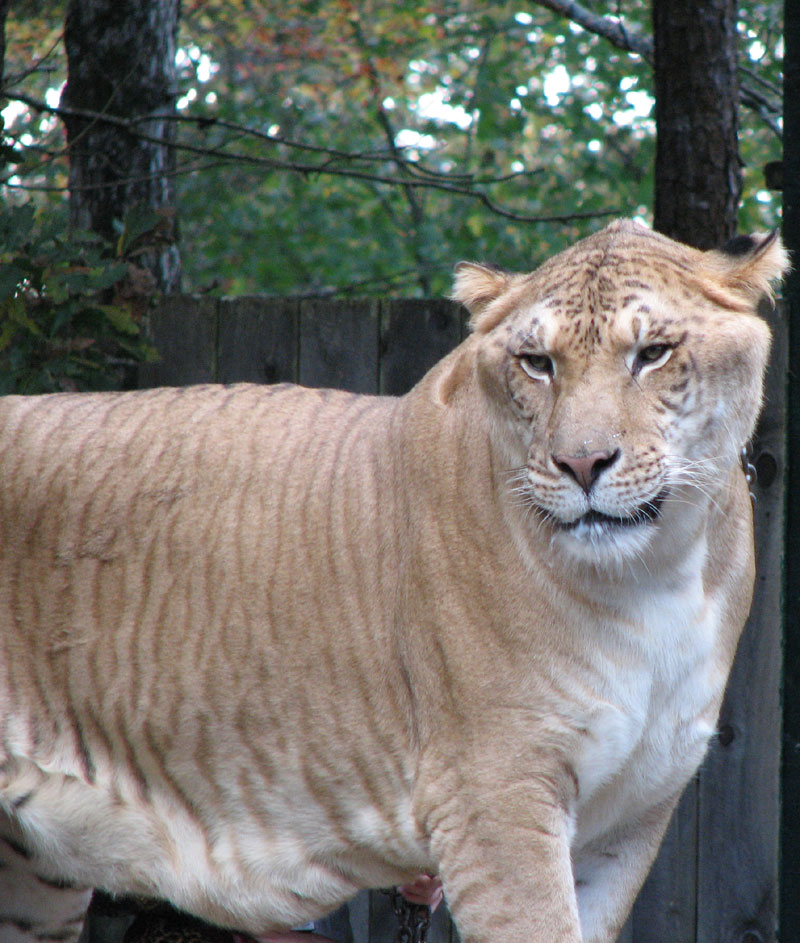
Ligre
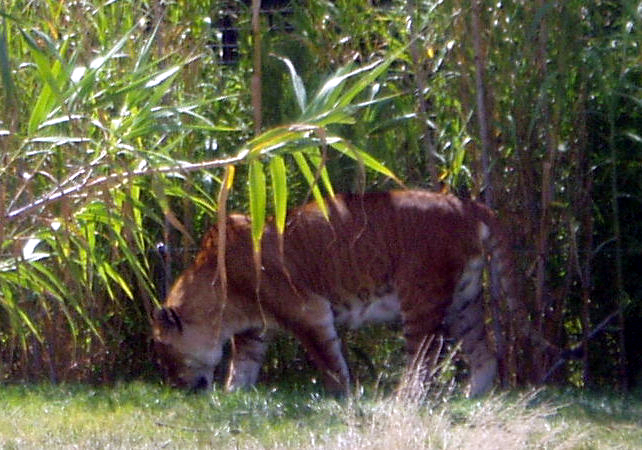
Tigreão